# آرماندو میراندا
آرماندو میراندا مهاجم اهل برزیل است که در شهر سائوپائولو و در تاریخ ۱۲ دسامبر ۱۹۳۹ به دنیا آمده‌است.
آرماندو میراندا در تیم‌های فوتبال کورینتیانس سابقهٔ حضور دارد.